# La liberazione di Ruggiero
La liberazione di Ruggiero dall'isola d'Alcina (Ruggieros befrielse från ön Isola) är en italiensk opera i fyra scener med musik av Francesca Caccini och libretto av Ferdinand Saracinelli efter Ludovico Ariostos epos Orlando furioso (1515).
La liberazione di Ruggiero är den äldsta bevarade operan som tillskrivits en kvinna. Den skrevs för att fira prins Vladislavs av Polen (son till kung Sigismund) besök i Florens den 3 februari 1625. Operans handling är en svagt maskerad allegori över dennes segerrika krigståg mot Turkiet och är helt igenom tonsatt med musik. Den kombinerar drama och dans, och markerar en svängning från de mytologiska operorna i Florens mot ämnen hämtade från episk poesi. Ariostos verk skulle senare bli ett standardkälla för senare barocktonsättare. 
Ruggiero tjusas av den elaka häxan Alcina men befrias från sin hänförelse. Alcinas tidigare älskare, som har förvandlats till växter och träd, befrias också. Alla prisar godhetens seger över ondskan. Operan slutar med en grandios balett.
Detta var den första operan som spelades utanför operans födelseland Italien. 